# Ernest McLea
Ernest Hope McLea (né le 5 février 1876 — mort le 17 juin 1931) est un joueur professionnel de hockey sur glace de la fin du XIXe siècle. Il remporte à quatre reprises la Coupe Stanley avec les Victorias de Montréal.

## Biographie
McLea est né dans la ville de Montréal au Québec, Canada, le 5 février 1876. Il est le cinquième et dernier enfant de John Brine McLea et Phoebe Elizabeth Currie. Il fréquente le Bishop's College School dans la ville de Lennoxville, où il rencontre ses futurs coéquipiers, Hartland MacDougall et Robert MacDougall. Il poursuit ses études à l'Université McGill où il pratique le rugby et le cricket,.
McLea rejoint l'équipe de hockey sur glace des Victorias de Montréal pour la saison 1896 de l'Association de hockey amateur du Canada ; il joue deux rencontres avec les Victorias. En décembre 1896, l'équipe des Victorias défit celle des Victorias de Winnipeg pour un match décidant du vainqueur de la Coupe Stanley. Alors que Montréal s'impose 6-5, McLea inscrit un tour du chapeau, dont le but de la victoire à deux minutes de la fin du match. Il est le premier joueur de l'histoire de la Coupe à inscrire trois buts au cours de la même rencontre. McLea passe finalement cinq saisons avec les Victorias, inscrivant 17 buts en 24 rencontres. Il remporte ainsi la Coupe Stanley en décembre 1896, 1897, 1898 et février 1899. Après sa retraite, en 1900, il reste impliqué dans le monde du hockey en devenant arbitre.
Ernest McLea se suicide le 17 juin 1931 dans son appartement à Montréal,.